# Camera di commercio italo-russa
La Camera di Commercio Italo-Russa (abbreviato: CCIR) è un'associazione privata non a scopo di lucro che svolge funzioni di supporto e di promozione della cooperazione economica fra Italia e Russia.
La Camera di Commercio Italo-Russa si pone lo scopo di contribuire all'incremento delle relazioni economiche tra l'Italia e la Russia favorendo la cooperazione tecnica tra i due Paesi
L’attività svolta dalla Camera di Commercio Italo-Russa prevede l’offerta di servizi mirati ad agevolare l’inserimento dell’imprenditoria nei mercati russo e italiano; essi sono forniti in prevalenza ai soci stessi della Camera di Commercio.

## Storia
Furono i circoli d’affari italiani ed alcuni enti per il commercio estero dell’URSS a volere la costituzione della Camera di Commercio Italo-Sovietica.
L’idea si concretizzò nel 1963 quando l’allora Presidente del Consiglio dell’URSS, A.N. Kossygin, a Genova per la prima grande esposizione sovietica del dopoguerra, ne parlò con Vittorio Valletta e Franco Marinotti, che ne divenne poi primo Presidente.
Nel 1964, la Fiat, La Snia, la Montecatini, la Edison, la Pirelli, l’Olivetti, l’Eni per parte italiana e la Camera di Commercio per l’’URSS, il Sojuzneftexport, il Mashinoimport, il Tekhmashimport, il Vneshtorgbank per parte sovietica, unitamente ad altre primarie aziende italiane ed enti commerciali sovietici, formarono il gruppo di soci fondatori firmando l’accordo costitutivo camerale. Alle discussioni parteciparono i personaggi più significativi della finanza e dell’industria italiana. Tra gli altri l’Avv. Gianni Agnelli che siglò poi il primo e più importante contratto di collaborazione tra l’Italia e l’URSS: la costruzione di Togliattigrad.
Dopo l’accordo di collaborazione firmato con la Camera di Commercio dell’URSS, la Camera aprì nel 1972 il proprio ufficio di rappresentanza a Mosca, che fu inaugurato dal presidente del Consiglio italiano, Giulio Andreotti. Seguirono gli accordi con il Comitato per la Scienza e la Tecnica e con l’Accademia delle Scienze.
Nel marzo del 1992, adeguandosi alla nuova realtà geopolitica, si rinomina Camera di Commercio Italo-Russa.
Nel 1994 la Camera di Commercio Italo-Russa è stata riconosciuta nel Trattato Bilaterale di Amicizia e Cooperazione quale una delle strutture atte ad ampliare i rapporti economico-commerciali e, grazie a questo riconoscimento, le è stata affidata la segreteria operativa (parimenti all’ICE e alla Camera di Commercio della Federazione Russa) del Comitato Imprenditoriale Italo-Russo per la Cooperazione Economica sotto l’egida del Consiglio Italo-Russo per la Cooperazione Economico-Industriale e Finanziaria.
I Presidenti che si sono succeduti nel corso di questi anni alla guida della CCIR sono stati: Franco Marinotti (1964-1967), Luigi Crosti (1967-1970), Raffaele Girotti (1970-1976), Niccolò Gioia (1976-1979), Nicola Tuffarelli (1979-1982), Rinaldo Ossola (1982-1990), Ruggero Ferrero (1990-1993), Victor Uckmar (1993-1995), Rosario Alessandrello (1995-2019), Vincenzo Trani (2019-2022) fino all’attuale Presidente Ferdinando Pelazzo.
Un’estensione territoriale enorme – circa 50 volte l’Italia – le profonde differenze etniche, culturali, che sono anche spesso causa di un approccio diverso verso l’avvento dell’economia di mercato, leggi e regolamenti locali talvolta non in armonia con quelli federali; un cambiamento epocale, una trasformazione rapida, convulsa, confusa e con alcune incertezze: e questo il quadro in cui ha svolto e svolge tutt’oggi la propria attività la Camera di Commercio Italo-Russa, costituendo uno dei pochi elementi di continuità reale cui far capo nella situazione sopra descritta. 
Nel 2001 ha svolto un ruolo preminente nell’organizzazione e gestione della visita ufficiale in Russia del Presidente di Confindustria Antonio d’Amato e di circa 50 operatori al seguito. Nell’ottobre dello stesso anno la Camera di Commercio Italo-Russa ha dato il proprio supporto organizzativo alla visita in Italia del Sindaco di Mosca Jurij Luzhkov, che è giunto a Milano a capo di una delegazione di 120 imprenditori russi, per i quali si sono organizzati incontri con operatori italiani per individuare eventuali opportunità di collaborazione.
Nell’aprile 2002 la CCIR è intervenuta alla conferenza sulla promozione del sistema di “leasing”, organizzata a Mosca, cui hanno preso parte circa 170 aziende, russe e italiane e che ha già prodotto risultati concreti (es. sulla lavorazione del granito, delle colle per uso edilizio, ecc…). Inoltre, ha svolto e svolge opera di promozione anche nel settore dell’alta moda con sfilate di firme italiane a S.Pietroburgo, Mosca (per la prima volta nella storia, la Maison Fendi al Teatro Bolshoj) e Omsk.
La Camera di Commercio Italo-Russa, inoltre, nel corso del 2003 in occasione delle celebrazioni del III Centenario della Fondazione della città di San Pietroburgo ha supportato e condiviso gli sforzi della Fondazione “Centro per lo sviluppo dei rapporti Itali Russia”, che in stretto contatto con il Ministero degli Affari Esteri e la Presidenza del Consiglio dei ministri si è fatta carico di raccogliere tutte le informazioni, costituendo un vero e proprio cartellone delle iniziative in programma a San Pietroburgo e in Italia e, quindi, con l’ausilio tecnico del Poligrafo dello stato, ha dato vita al Catalogo Generale “L’Italia per San Pietroburgo 300”.
Il 29 giugno 2009 a Mosca si sono festeggiati i 45 anni della Camera di Commercio Italo-Russa, alla presenza del Ministro italiano dello Sviluppo Economico, Claudio Scajola, del vice-Ministro dell’industria e Commercio della Federazione Russa, Vladimir Salamatov, e dei rappresentanti delle maggiori imprese italiane e russe. Nonostante la crisi degli ultimi tempi, il progresso dei rapporti italo-russi è in continua evoluzione. Negli scambi commerciali con la Russia, l’Italia occupa una posizione privilegiata, al secondo posto in Europa e al terzo nel mondo. La qualità del rapporto è influenzata sia dalla formazione dei nuovi meccanismi di finanziamenti interbancari – data la presenza sul territorio russo delle più importanti banche italiane – sia dai significativi investimenti operati dalle più importanti imprese italiane (Eni, Enel, Finmeccanica, Gruppo Merloni, Gruppo Marcegaglia, Duferco, Marazzi Group, Concorde, Mapei, etc.) infine, sia dal legame culturale che dalla stima reciproca dei due Paesi. La celebrazione del 45º anniversario della CCIR è stata un’occasione per rivedere il cammino percorso insieme fino a oggi, e individuare le principali linee guida per il futuro. (www.youtube.com/watch?v=WwmyTedrfgE).
Il 27 maggio 2014, in occasione dei primi 50 anni, la CCIR ha convocato a Mosca l’Assemblea Generale dei Soci, invitando i rappresentanti delle oltre 300 aziende sue associate a ratificare quanto deliberato nel corso del Consiglio di Amministrazione tenutosi il 28 marzo a Milano. La riunione, svoltasi nella Sala Congressi dalla Camera di Commercio e Industria della Federazione Russa (TPP RF), è stata un’occasione per rivedere il cammino percorso ed individuare le principali linee guida per il futuro.
Il 4 giugno 2019 a Mosca durante l’Assemblea Generale dei Soci CCIR ha festeggiato la ricorrenza del 55º anno dalla costituzione della Camera. I lavori assembleari si sono tenuti presso il Congress Centre della Camera di Commercio e Industria della Federazione Russa (TPP FR), dopo la riunione a porte chiuse del Consiglio d’Amministrazione. I Soci presenti hanno esaminato i risultati raggiunti dalla Camera nel 2018 e nei primi mesi del 2019, ma soprattutto discusso delle attività in programma e fornito spunti per l’impostazione delle linee guida future; hanno inoltre ratificato i cambiamenti intercorsi nella composizione del CdA, nonché il budget ed il bilancio d’esercizio. Terminata l’Assemblea, si è riunito il nuovo Consiglio d’Amministrazione, che ha proposto e nominato Vincenzo Trani quale successore dell’Ing. Alessandrello alla guida della Camera di Commercio Italo-Russa per il triennio successivo.
Il 23 novembre 2022 è stato eletto presidente CCIR il Dott. Ferdinando Pelazzo: esperto conoscitore sia del mercato italo-russo sia del tessuto imprenditoriale italiano in Russia, con un network di rilievo in entrambi i Paesi. Il Consiglio, a maggioranza assoluta, lo ha nominato per il ruolo di Presidente della CCIR. Classe 1958, Pelazzo ha maturato oltre 30 anni di esperienza nel settore bancario e finanziario (ricoprendo cariche direttive presso SAN PAOLO, Intesa ZAO, Ubi Banca Group e altre realtà finanziarie internazionali), specializzandosi sul mercato russo e dei Paesi CSI.

## La missione
La CCIR ha lo scopo di contribuire allo sviluppo della collaborazione economica, commerciale, tecnica, giuridica, scientifica e culturale tra l'Italia, la Federazione russa e gli altri stati della CSI, nonché tra gli operatori dei suddetti Paesi e di favorire la creazione di un clima di fiducia e fattiva collaborazione tra gli imprenditori italiani e russi.
Per potenziare ed agevolare gli scambi economico-commerciali tra i due Paesi, la Camera di Commercio Italo-Russa, a stretto contatto ed in collaborazione con le Istituzioni italiane e russe, opera su due piani paralleli, che si integrano e si completano:
1. il primo è costituito da una costante opera di sostegno, che potrebbe essere definita "strategica", all'attività degli imprenditori italiani e russi tramite la partecipazione agli incontri tra le Autorità politico-economiche di Italia e Russia con costante opera di sensibilizzazione in merito alle esigenze dell'imprenditoria italiana in Russia e di quella russa in Italia;
2. il secondo aspetto è costituito dalla prestazione di servizi (es.: consulenza, assistenza tecnico-logistica, supporto organizzativo, etc.) agli operatori economici italiani e russi.

L'attività della CCIR si svolge in assidua e stretta collaborazione con le ambasciate, i ministeri e le altre istituzioni dei due Paesi.
A dimostrazione di ciò, il primo consigliere economico e commerciale dell'ambasciata d'Italia a Mosca e il presidente della rappresentanza commerciale presso l'ambasciata della Federazione russa a Roma sono membri di diritto del consiglio di amministrazione della Camera di Commercio Italo-Russa.